# Luthier
En luthier er en håndværker, der fremstiller eller reparerer strengeinstrumenter.
| Musik | Spire Denne musikartikel er en spire som bør udbygges. Du er velkommen til at hjælpe Wikipedia ved at udvide den. |